# Kisfogú pálmasodró
A kisfogú pálmasodró (Arctogalidia trivirgata) a pálmasodróformák (Paradoxurinae) alcsaládjába tartozó cibetmacskaféle emlős.
Az Arctogalidia nem egyetlen faja.

## Elterjedése, élőhelye
A kisfogú pálmasodró Ázsia trópusi erdeiben fordul élő, Bangladesben, Bruneiben, Kambodzsában, Kínában, Indiában, Indonéziában, Laoszban, Malajziában, Mianmarban, Szingapúrban, Thaiföldön, Vietnámban.

## Megjelenése
Szőre rövid, nagyrészt szürke. Közepes termetű pálmasodró, testhossza 58 cm. Testtömege 2.4 kg.

## Életmódja
Magányos és éjjel aktív. Tápláléka rovarok, kisebb emlősök, madarak, gyümölcsök, békák és gyíkok. A kisfogú pálmasodró 11 évig él.

## Szaporodása
A 45 napig tartó vemhesség végén a nőstény 3 kölyköt hoz világra a barlangba történt fák között. A kölyköknek 11 naposan nyílik ki a szemük.

## Fordítás
- Ez a szócikk részben vagy egészben  a   Small-toothed Palm Civet című angol Wikipédia-szócikk fordításán alapul.  Az eredeti cikk szerkesztőit annak laptörténete sorolja fel. Ez a jelzés csupán a megfogalmazás eredetét és a szerzői jogokat jelzi, nem szolgál a cikkben szereplő információk forrásmegjelöléseként.